# گراهام دادز
گراهام دادز (انگلیسی: Graham Dadds; ۱۶ مارس ۱۹۱۱ – ۸ مارس ۱۹۸۰) بازیکن هاکی روی چمن اهل بریتانیا بود.